# Kaffeine
Kaffeine – komputerowy odtwarzacz multimedialny, wykorzystujący bibliotekę Qt i działający w uniksowym środowisku graficznym KDE (K Desktop Environment).
Domyślnie Kaffeine działa w oparciu o silnik Xine, jednak może on również wykorzystywać KPlayera. Z wydaniem wersji 0.7 twórcy dodali możliwość korzystania z KPart GStreamera, dzięki czemu obsługuje on obecnie trzy największe silniki multimedialne dostępne w systemie Linux. Po doinstalowaniu odpowiednich kodeków program otwiera wszystkie znane pliki multimedialne.
Program posiada wiele opcji konfiguracyjnych, oraz zestaw filtrów graficznych. Po zainstalowaniu dodatkowych zamkniętych kodeków (chociaż liczba kodeków instalowana razem z programem jest duża) może odtwarzać media zapisane w formacie promowanym przez Microsoft lub inne firmy produkujące zamknięte oprogramowanie.

## Obsługa telewizji cyfrowej
Inną opcją odtwarzacza Kaffeine jest obsługa kart dvb. Komputer wzbogacony o kartę dvb-s oraz antenę z konwerterem w systemie Linux umożliwia dostęp do oferty programowej satelitarnych stacji telewizyjnych i radiowych. Możliwe jest również zapisywanie programów na dysk bezpośrednie lub programowe w oparciu o czas lub EPG. Obsługa przełącznika DiSEqC lub siłownika poszerza ofertę o wszystkie dostępne satelity. Moduł obsługi dvb-s Kaffeine wzbogacono o możliwość automatycznego aktualizowania listy transponderów na danym satelicie. Należy również wspomnieć o dostępności wtyczek umożliwiających odbiór przy pomocy Kaffeine oraz modułu dostępu z kartą stacji kodowanych.
Kaffeine bezproblemowo nagrywa równolegle wiele programów (szczególnie polecany ze względu na stabilność) z jednego transpondera.
Uwagę zwraca również łatwość obsługi Kaffeine, np. tworzenie własnych list programów jest bardzo proste, a polega na utworzeniu nowego katalogu w pasku u góry programu (prawy klik), któremu można nadać dowolną ikonę, a potem przeciągając doń wybrane programy z listy kanałów. Kaffeine obecnie zapisuje pliki z rozszerzeniem .m2t, do edycji których można użyć np. programu dvbcut (działa bezproblemowo na dużych plikach), które potem bezproblemowo obsłuży np. avidemux.

## Interfejs użytkownika
Zwyczajowo przy pierwszym uruchomieniu program wyświetla użytkownikowi prosty kreator konfiguracji, badający zainstalowane w systemie biblioteki (np. kodeki zamkniętych formatów Microsoft, biblioteka do odtwarzania zabezpieczonych systemem kodowania CSS płyt DVD, dostępność silnia xine etc.). Przy uruchomieniu bez podania medium wyświetla menu z czynnościami do wyboru. Sam interfejs jest oparty na pasku menu i pasku zakładek z bocznej strony okna, ograniczonych do najczęściej używanych opcji. Zwyczajowo umieszczony na dole pasek akcji dla aktualnie odtwarzanego medium zawiera podstawowe akcje, jak: nawigacja po strumieniu przy pomocy ikon i paska pozycji, kontrola głośności, a w przypadku mediów/strumieni kontenerowych także rozwijane listy wyboru dla strumieni audio i tekstowych.